# Sawino (Rosja)
Sawino – osiedle typu miejskiego w Rosji, w obwodzie iwanowskim. W 2010 roku liczyło 5507 mieszkańców.